# Giro d'Itàlia de 1959
El Giro d'Itàlia de 1959 fou la 42a edició del Giro d'Itàlia i es disputà entre el 16 de maig i el 7 de juny de 1959, amb un recorregut de 3.657 km distribuïts en 22 etapes, quatre d'elles contrarellotge individual. 130 ciclistes hi van prendre part, acabant-la 86 d'ells. La sortida i arribada fou a Milà.

## Història
Charly Gaul tornava un any més al Giro d'Itàlia, després de la seva victòria el 1956, l'incident de 1957 i el tercer lloc el 1958, aquesta vegada com a flamant vencedor del Tour de França de 1958. Molt aviat, en la tercera etapa, es vestí amb la maglia rosa. Tot i la calor, les molèsties al genoll i la pràctica inexistent ajuda del seu equip, l'Emi, Gaul aconseguí mantenir el lideratge durant diversos dies. Amb tot, el francès Jacques Anquetil, vencedor del Tour de França de 1957 li anà reduint la distància a poc a poc, fins que en la 15a etapa li prengué el lideratge després d'arribar destacat en un grup entre els quals hi havia el català Miquel Poblet, vencedor de l'etapa. A la diferència aconseguida aquell dia Anquetil encara hi sumaria dos minuts més en la contrarellotge de la Vall de Susa. Tot semblava que Anquetil guanyaria la cursa, però en la penúltima etapa, la reina de la present edició, Gaul atacà i li tragué quasi 10 minuts, amb la qual cosa s'imposà en la classificació final.
El català Miquel Poblet acabà en la sisena posició final, alhora que guanyà tres etapes, mentre que Gaul també guanyà el Gran Premi de la muntanya.

## Equips participants
En aquesta edició del Giro hi van prendre part 13 equips formats per 10 ciclistes cadascun, per formar un pilot amb 130 corredors.
| Núm.  | Codi | Equip   |
| ----- | ---- | ------- |
| 1-10  | IGN  | Ignis   |
| 11-20 | ATA  | Atala   |
| 21-30 | BIA  | Bianchi |
| 31-40 | CAR  | Carpano |
| 41-50 | EMI  | Emi     |
| 51-60 | FAE  | Faema   |
| 61-70 | GHI  | Ghigi   |

| Núm.    | Codi | Equip          |
| ------- | ---- | -------------- |
| 71-80   | SRP  | Helyett-Leroux |
| 81-90   | LEG  | Legnano        |
| 91-100  | MOL  | Molteni        |
| 101-110 | SNP  | San Pellegrino |
| 111-120 | TOR  | Torpado        |
| 121-130 | TRI  | Tricofilina    |

## Etapes
| Etapa | Data       | Recorregut                                      | Km  | Vencedor d'etapa         | Líder de la general    |
| ----- | ---------- | ----------------------------------------------- | --- | ------------------------ | ---------------------- |
| 1a    | 16 de maig | Milà – Salsomaggiore Terme                      | 135 | Rik van Looy (BEL)       | Rik van Looy (BEL)     |
| 2a    | 17 de maig | Salsomaggiore Terme - Salsomaggiore Terme (CRI) | 22  | Jacques Anquetil (FRA)   | Jacques Anquetil (FRA) |
| 3a    | 18 de maig | Salsomaggiore Terme - Abetone                   | 180 | Charly Gaul (LUX)        | Charly Gaul (LUX)      |
| 4a    | 19 de maig | Abetone - Arezzo                                | 178 | Armando Pellegrini (ITA) | Charly Gaul (LUX)      |
| 5a    | 20 de maig | Arezzo - Roma                                   | 243 | Rik van Looy (BEL)       | Charly Gaul (LUX)      |
| 6a    | 21 de maig | Roma - Nàpols                                   | 213 | Miquel Poblet (ESP)      | Charly Gaul (LUX)      |
| 7a    | 22 de maig | Ercolano - Vesuvi (CRI)                         | 8   | Charly Gaul (LUX)        | Charly Gaul (LUX)      |
| 8a    | 23 de maig | Ischia - Ischia (CRI)                           | 31  | Antonino Catalano (ITA)  | Charly Gaul (LUX)      |
| 9a    | 24 de maig | Nàpols - Vasto                                  | 206 | Gastone Nencini (ITA)    | Charly Gaul (LUX)      |
| 10a   | 25 de maig | Vasto - Teramo                                  | 148 | Rino Benedetti (ITA)     | Charly Gaul (LUX)      |
| 11a   | 26 de maig | Ascoli Piceno - Rímini                          | 245 | Rik van Looy (BEL)       | Charly Gaul (LUX)      |
| 12a   | 27 de maig | Rímini - San Marino                             | 141 | Nino Defilippis (ITA)    | Charly Gaul (LUX)      |
| 13a   | 29 de maig | Rímini - Verona                                 | 233 | Miquel Poblet (ESP)      | Charly Gaul (LUX)      |
| 14a   | 30 de maig | Verona - Rovereto                               | 143 | Rik van Looy (BEL)       | Charly Gaul (LUX)      |
| 15a   | 31 de maig | Trento - Bolzano                                | 198 | Miquel Poblet (ESP)      | Jacques Anquetil (FRA) |
| 16a   | 1 de juny  | Bolzano - San Pellegrino Terme                  | 245 | Alessandro Fantini (ITA) | Jacques Anquetil (FRA) |
| 17a   | 2 de juny  | San Pellegrino Terme - Gènova                   | 241 | Arrigo Padovan (ITA)     | Jacques Anquetil (FRA) |
| 18a   | 3 de juny  | Gènova - Torí                                   | 180 | Vito Favero (ITA)        | Jacques Anquetil (FRA) |
| 19a   | 4 de juny  | Torí - Susa (CRI)                               | 51  | Jacques Anquetil (FRA)   | Jacques Anquetil (FRA) |
| 20a   | 5 de juny  | Torí - Saint-Vincent                            | 100 | Alfredo Sabbadin (ITA)   | Jacques Anquetil (FRA) |
| 21a   | 6 de juny  | Aosta - Courmayeur                              | 296 | Charly Gaul (LUX)        | Charly Gaul (LUX)      |
| 22a   | 7 de juny  | Courmayeur - Milà                               | 220 | Rolf Graf (SUI)          | Charly Gaul (LUX)      |

## Classificacions finals

### Classificació general
| Classificació General                  | Classificació General     | Classificació General | Classificació General |
| Pos.                                   | Ciclista                  | Equip                 | Temps                 |
| -------------------------------------- | ------------------------- | --------------------- | --------------------- |
| 1                                      | Charly Gaul (LUX)         | Emi                   | 101h 50' 26"          |
| 2                                      | Jacques Anquetil (FRA)    | Helyett-Leroux        | + 06' 12"             |
| 3                                      | Diego Ronchini (ITA)      | Bianchi               | + 06' 16"             |
| 4                                      | Rik van Looy (BEL)        | Faema                 | + 07' 17"             |
| 5                                      | Imerio Massignan (ITA)    | Legnano               | + 07' 31"             |
| 6                                      | Miquel Poblet (ESP)       | Ignis                 | + 10' 21"             |
| 7                                      | Graziano Battistini (ITA) | Legnano               | + 10' 47"             |
| 8                                      | Guido Carlesi (ITA)       | Molteni               | + 13' 35"             |
| 9                                      | Ernesto Bono (ITA)        | San Pellegrino        | + 13' 36"             |
| 10                                     | Gastone Nencini (ITA)     | Carpano               | + 13' 49"             |
| 130 participants, 86 acabaren la cursa |                           |                       |                       |

### Classificació de la muntanya
|   | Ciclista               | Equip   | Punts |
| - | ---------------------- | ------- | ----- |
| 1 | Charly Gaul (LUX)      | Emi     | 560   |
| 2 | Imerio Massignan (ITA) | Legnano | 320   |
| 3 | Hans Junkermann (GER)  | Faema   | 300   |